# Fortis di Astorga
Fortis di Astorga (IX secolo – El Bierzo, 930) venerato come santo dalla Chiesa cattolica.

## Biografia
Discepolo di san Gennadio di Astorga nel monastero di Aggeo, lo seguì quando si ritirò al monastero di San Pedro de Montes. Quando Genadio divenne vescovo di Astorga gli successe come abate.
Divenne nel 920 vescovo di Astorga, in seguito alla rinuncia fatta dal suo maestro per tornare alla vita ascetica.
Fortis morì nel 930. Fu sepolto nel monastero di Santiago de Peñalba fino a quando nel 1603 la duchessa d'Alba María de Toledo, vedova di Federico Álvarez de Toledo, e suo fratello Pedro Alvarez Toledo riesumarono i suoi resti insieme a quelli di san Gennadio e sant'Urbano e li portarono nel convento domenicano di Villafranca del Bierzo. Nel 1621 il consiglio di Astorga chiese la restituzione delle reliquie, che furono trasferite nella cattedrale di Astorga.